# Ленінське (Новосибірський район)
Ленінське (рос. Ленинское) — село у Новосибірському районі Новосибірської області Російської Федерації.
Входить до складу муніципального утворення Морська сільрада. Населення становить 2453 особа (2010).

## Історія
Згідно із законом від 2 червня 2004 року органом місцевого самоврядування є Морська сільрада.

## Населення
| 2002 | 2007  | 2010  |
| ---- | ----- | ----- |
| 2379 | ↗2583 | ↘2453 |